# Bergerac (Wein)

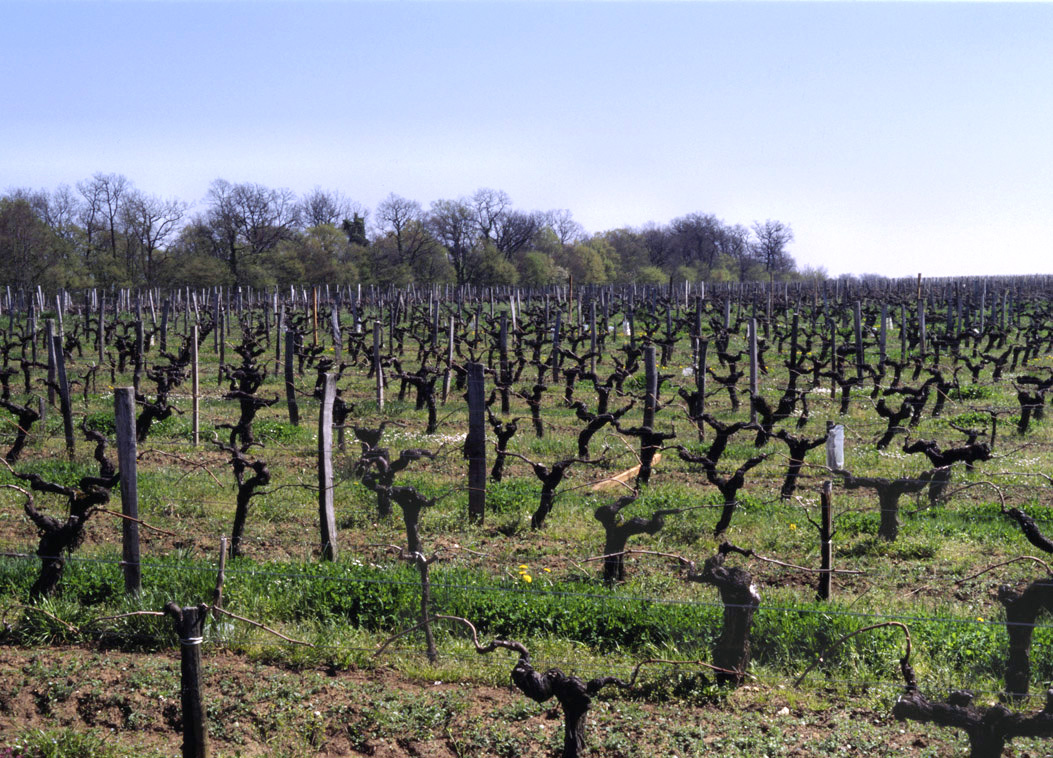
Weinberg bei Saint-Michel-de-Montaigne im äußersten Westen des Anbaugebietes von Bergerac

Das Weinbaugebiet von Bergerac erstreckt sich über eine Fläche von gut 12.000 Hektar in der Umgebung der Stadt Bergerac im südwestfranzösischen Département Dordogne. Es bildet eine natürliche Fortsetzung des Gebietes von Bordeaux, gehört jedoch der Weinbauregion Sud-Ouest an. Diese Tatsache spiegelt sich sowohl in den Rebsorten als auch im Charakter der Weine wider. Die Jahresproduktion beträgt gut 360.000 hl Rotwein, 23.000 hl Rosé und über 250.000 hl Weißwein. Eine wichtige Rolle spielen süße Spät- und Auslesen.

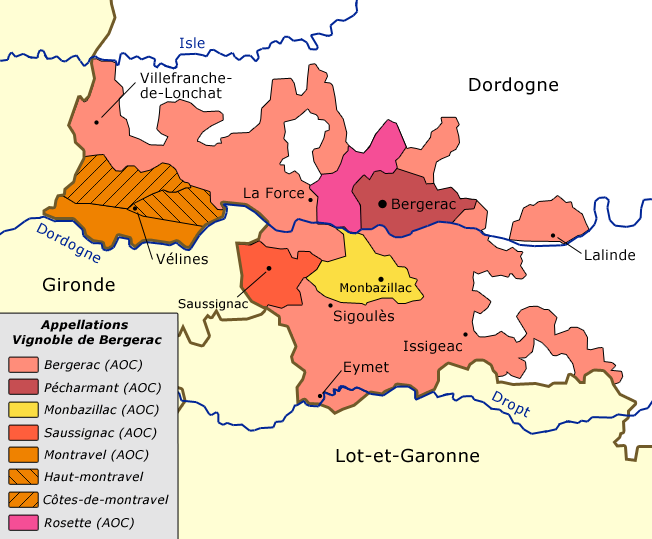
Die Appellations vignoble de Bergerac

## Klima und Boden
Die Region von Bergerac unterliegt einem starken ozeanischen Einfluss mit milden Wintern. Besonders starke Niederschläge fallen im Frühjahr und Spätherbst. Die Sommer sind dagegen zumeist heiß und trocken. Das Wetter ist oft bis in den November hinein stabil. Im Tal der Dordogne bildet sich häufig Nebel, der die Bildung von Edelfäule begünstigt.
Auf dem orographisch rechten Ufer der Dordogne besteht der Boden nördlich der Stadt Bergerac aus Sedimenten, die den Sockel aus Kalkstein der Kreidezeit überlagern. Diese mageren und durchlässigen Kiessandböden kommen roten Rebsorten entgegen. Die besten Lagen besitzt der Ort Pécharmant. Weiter flussabwärts an der Grenze zum Département Gironde findet sich Kalkgestein mit rotem Lehm als Verwitterungsprodukt an der Oberfläche. In den tiefer gelegenen Lagen tritt die lehmig-kalkige Molasse zutage. Hier wächst der überwiegend weiße Montravel. Auf dem linken Ufer der Dordogne ist die Geologie anders: Süßwasserkalkstein ist in Molassesand und Mergel eingebettet. Zusammen bilden sie eine regelrechte „Schichttorte“. Bei gutem Wasserabzug bietet sie gute Bedingungen für die edelsüßen Weißweine von Monbazillac.

## Rebsorten und Appellationen
Der Rebsatz entspricht demjenigen des Bordelais. Die Rotweine werden überwiegend aus Merlot, Cabernet Sauvignon und Cabernet Franc gekeltert, nur geringe Bedeutung besitzen daneben Malbec und Fer Servadou. Im trockenen Weißwein dominiert der Sauvignon Blanc, für die lieblichen Weine finden Sémillon und Muscadelle Verwendung. Zugelassen sind außerdem noch Ugni Blanc, Chenin Blanc und Ondenc.

### Regionale Appellationen
| Appellation                | Rebfläche | Jahresproduktion |
| -------------------------- | --------- | ---------------- |
| Bergerac und Bergerac rosé | 6.900 ha  | 365.000 hl       |
| Bergerac sec               | 3.400 ha  | 185.000 hl       |
| darin enthalten            |           |                  |
| Côtes-de-Bergerac          |           | Weiß und Rot     |
| Côtes-de-Bergerac moelleux |           | Weiß (süß)       |

Im Anbaugebiet von Bergerac gibt es zwei parallele Appellationen: Bergerac und Côtes de Bergerac. Beide gelten sowohl für Rot- als auch für Weißwein. Der Unterschied liegt nicht in den Lagen, wie der Name „Côtes“ (Hänge) suggeriert, sondern in den unterschiedlich hohen Anforderungen an Ertrag und Traubenreife. Für den Bergerac liegt der Basisertrag bei 55 hl/ha für Rotweine und bei 60 hl/ha für trockene Weißweine. Beim Côtes de Bergerac ist der Ertrag auf 50 hl/ha beschränkt. Die Trauben für einen roten Côtes de Bergerac müssen ein natürliches Alkoholpotenzial von 11° aufweisen, für Weißwein werden sogar 11,5° verlangt. Beim einfachen Bergerac genügen 10°. Süße Weißweine gibt es nur als Côtes de Bergerac, wobei dann die Zusatzbezeichnung „moelleux“ verwendet wird.
Der Sinn dieser Abgrenzung liegt auch darin, verschiedene Weintypen zu definieren. Der rote oder weiße Bergerac ist ein fruchtiger und jung zu trinkender Wein. Ein Côtes de Bergerac besitzt mehr Struktur und ist daher auch lagerfähig. Im Rotwein wird dies auch durch die Auswahl der Rebsorten für die Cuvée gesteuert: Im Bergerac dominiert der geschmeidigere Merlot, während ein Côtes de Bergerac vom Cabernet Sauvignon mit seiner festeren Tanninstruktur geprägt wird.

### Lokale Appellationen
| Lokale Appellation | Rebfläche | Jahresproduktion 2002  |
| ------------------ | --------- | ---------------------- |
| Monbazillac        | 1800 ha   | 45.000 hl Weiß (süß)   |
| Montravel          | 280 ha    | 15.000 hl Weiß und Rot |
| Côtes-de-Montravel | 60 ha     | 2.000 hl Weiß (süß)    |
| Haut-Montravel     | 40 ha     | 1.600 hl Weiß (süß)    |
| Pécharmant         | 385 ha    | 19.000 hl Rot          |
| Rosette            | 22 ha     | 730 hl Weiß (süß)      |
| Saussignac         | 100 ha    | 1.700 hl Weiß (süß)    |

Einige Stellen des Gebietes besitzen Terroirs, die Weine mit ausgeprägter Charakteristik hervorbringen. Sie besitzen daher eigene, lokale Appellationen. Die bedeutendste ist Monbazillac auf dem linken Ufer der Dordogne, die mit 1.800 Hektar Anbaufläche eines der größten und wichtigsten Anbaugebiete Frankreichs für edelsüße Weißweine darstellt. Der Monbazillac ist aus den gleichen Rebsorten gemacht wie die berühmten edelsüßen Bordeaux von Sauternes und Barsac, die Anforderungen liegen allerdings niedriger. Der Höchstertrag beträgt 40 hl/ha, es dürfen aber nur edelfaule, handgelesene Trauben verwendet werden.
Wesentlich kleiner sind die Gebiete von Saussignac und Rosette. Saussignac bildet die westliche Fortsetzung von Monbazillac und produziert ebenfalls einen lagerfähigen, süßen Weißwein. Das Gebiet von Rosette liegt dagegen auf dem rechten Ufer der Dordogne nördlich von Bergerac. Der dort aus Sémillon produzierte süße Weißwein sollte jung getrunken werden.
Das nach dem Ort Lamothe-Montravel benannte Gebiet von Montravel zerfällt wiederum in die Teile Montravel, Haut-Montravel und Côtes-de-Montravel. Früher wurde hier wie in Monbazillac nur süßer bzw. edelsüßer Weißwein produziert, seit 2001 gilt die Appellation Montravel aber auch für Rotwein. Die Anforderungen entsprechen denen der Côtes de Bergerac, wobei für den Weißwein Mindestanteile von jeweils 25 % Sauvignon Blanc und Sémillon vorgeschrieben sind. Diese beziehen sich allerdings auf die Bestockung und nicht auf die spätere Cuvée. Der Rotwein muss mindestens 50 % Merlot enthalten.
Das einzige reine Rotweingebiet des Bergerac ist Pécharmant, das klimatisch besonders begünstigte Lagen nordöstlich von Bergerac umfasst. Der Höchstertrag von 45 hl/ha sichert dem Pécharmant seine kräftige Tanninstruktur und aromatische Fülle. Er ist der langlebigste Rotwein der gesamten Region. Vorgeschrieben ist eine Assemblage von mindestens drei der Bordeaux-Rebsorten Cabernet Sauvignon, Cabernet Franc, Merlot und Malbec.

## Geschichte
Das Weinbaugebiet von Bergerac bildete stets den Übergang zwischen dem Bordelais und dem flussaufwärts gelegenen Oberland. Die in früherer Zeit bedeutenden Weinberge des Périgord sind jedoch restlos der Reblaus zum Opfer gefallen. Die privilegierte Stellung, die Bergerac im Laufe der Geschichte erworben hatte, bewahrte es vor diesem Schicksal.
Im Jahr 1225 unterwarf sich die Stadt Bergerac der englischen Krone. Als strategisch wichtiger Vorposten erhielt es weit reichende Rechte und Privilegien. Bergerac durfte fortan Zölle auf die Weine des Oberlandes erheben, die die Stadt über die Dordogne passierten. Noch wichtiger war aber das Privileg, den eigenen Wein unabhängig vom Vorrecht Bordeaux’ über den Ozean verschiffen zu dürfen. Dieses Recht blieb Bergerac auch nach dem Rückzug Englands vom Festland nach Ende des Hundertjährigen Krieges 1453 erhalten und wurde 1520 durch François I. erneut bestätigt. Damit konnte Bergerac seine Handelsbeziehungen nach England weiterhin gewinnbringend nutzen. Im 16. Jahrhundert spalteten die Religionskriege das Périgord. Bergerac war hugenottisch und knüpfte besondere Beziehungen zu den Niederlanden. Nach der Aufhebung des Edikt von Nantes 1685 fanden viele Flüchtlinge den Weg dorthin, wodurch Bergerac seine Position auf dem niederländischen Markt noch verstärken konnte. Die Präferenz der Niederländer für süße Weißweine erklärt auch deren traditionell hohen Anteil an der lokalen Produktion. Rotwein spielte historisch keine große Rolle, er diente lediglich als Verschnittwein.
Die Rebfläche der Region von Bergerac war zu Beginn des 19. Jahrhunderts doppelt so groß wie heute, allerdings bei sehr niedrigen Erträgen von durchschnittlich 9 hl/ha. Zwischen 1876 und 1883 zerstörte die Reblauskrise das Weinbaugebiet nahezu vollständig. Ab 1896 wurden zuerst die Weißweingebiete des linken Ufers mit reblausfesten Unterlagen neu bestockt. Die Rotweinlagen des rechten Ufers wurden dagegen zum großen Teil aufgelassen und zu Wäldern. Zu Anfang des 20. Jahrhunderts, als die Massenproduktion billiger Tafelweine in vollem Gange war, erreichte die jährliche Menge ein historisches Maximum von 800.000 Hektolitern, deutlich mehr als heute. Das Signal zur Rückkehr zum Qualitätswein brachte die Anerkennung von Bergerac und Monbazillac als Appellation d’Origine Contrôlée im Jahr 1936. 1937 folgte Montravel, 1946 Pécharmant und 1948 die Côtes de Montravel. Relativ jung ist die Appellation Saussignac. Sie wurde erst 1982 festgelegt.